# William Perrett
William Perrett est une coureur cycliste britannique né le 23 août 1996 à Nottingham, spécialiste du cyclisme sur piste.

## Palmarès sur route

### Par années
- 2025
  - 2e étape de la Rás Tailteann

### Classements mondiaux
| Année                                 | 2021  |
| ------------------------------------- | ----- |
| Classement mondial                    | 2718e |
| UCI Europe Tour                       | 1774e |
|                                       |       |
| Légende : nc = non classéSource : UCI |       |

## Palmarès sur piste

### Championnats du monde
| Édition / Épreuve              | Course aux points |
| Saint-Quentin-en-Yvelines 2022 | 5e                |

### Coupe des nations
- 2024
  - 1er de la course à l'élimination à Hong Kong

### Ligue des champions
- 2022
  - 1er du scratch à Londres (I)
  - 2e de l'élimination à Berlin
- 2023
  - 2e du scratch à Londres (II)
- 2024
  - 1re de l'élimination à Paris

### Championnats d'Europe
| Édition / Épreuve | Course aux points | Omnium | Élimination |
| Granges 2021      | 8e                |        | 15e         |
| Granges 2023      | 7e                | Bronze |             |

### Championnats de Grande-Bretagne
- 2016
  - 2e de course derrière derny
- 2017
  - 2e de course derrière derny
- 2018
  - 2e de l'omnium
  - 3e de l'américaine
  - 3e de la poursuite par équipes
- 2020
  -  Champion de Grande-Bretagne de poursuite par équipes
  - 3e de la course aux points
- 2021
  -  Champion de Grande-Bretagne de course derrière derny
- 2022
  -  Champion de Grande-Bretagne de l'américaine (avec Mark Stewart)
  - 2e de la poursuite par équipes
- 2023
  -  Champion de Grande-Bretagne de course aux points
  - 2e de la poursuite par équipes
  - 2e de l'omnium
- 2024
  -  Champion de Grande-Bretagne de course aux points
  - 2e de la poursuite par équipes
- 2025
  -  Champion de Grande-Bretagne de course aux points